# Dinotrema dimidiatum
Dinotrema dimidiatum är en stekelart som först beskrevs av Thomson 1895.  Dinotrema dimidiatum ingår i släktet Dinotrema och familjen bracksteklar. Inga underarter finns listade i Catalogue of Life.